# Петро Опалінський (охмістр)
Петро Опалінський (пол. Piotr Opaliński; бл. 1480 — 23 січня 1551) — державний діяч, урядник, дипломат Королівства Польського.

## Життєпис
Походив з польського магнатського роду Опалінських. Старший син Петра Опалінського, генерального старости великопольського, і Анни Збошинської. Народився близько 1480 року.
У 1509 році призначений королівським секретарем Сигізмунда I і кустошем (куратором) Познанського собору. У 1511 році передав цю посаду стриєчному брату Яну Опалінському. Виконував дипломатичні доручення при папському — у Римі, австрійському дворі у Відні та імператорському — в Регенсбурзі. Останні дві поїздки здійснив у 1528 році до Фердинанда І Габсбурга та імперського сейму. Згідно з інструкціями Опалінський мав залагодити питання перебування претендента на угорський трон Яноша Заполья в Польщі та затвердити службу поляків в його армії.
У 1519 році призначається збирачем мит у Великій Польщі (перебував на посаді до 1527 року). 1528 року стає каштеляном міста Мендзижеч. У 1529—1530 роках був каштеляном Льонда.
1530 року призначений охмістром королівського двору. У 1532 року отримує староства ольштинське і кцинське. Того ж року призначається посланцем корони при дворі османського султана Сулейман Пишного в Стамбулі. На своєму шляху він відвідав  буду, де вів перемовини з Яношом Запольї щодо залагодження конфліктів з князівством Молдавським. Результатом діяльності польського посольства на чолі із Опалінським в Стамбулі стала згода султана на укладення вічного миру з польським королем, але лише на час їхнього життя. Договір було підписано 18–26 січня 1533 року. Лише після цього повернувся до Польщі.
1535 року призначається каштеляном важливого міста Гнезно. Невдовзі отримує староства гнезненське, косцянське і срьомське. У 1540 році за наказом Опалінського було оточено оборонним муром територію перед комплексом, між старостовою вежею та верхнім замком міста Ольштин. Помер у 1551 році.